# Syntherata malukuensis
Syntherata malukuensis is een vlinder uit de familie nachtpauwogen (Saturniidae), onderfamilie Saturniinae.
De wetenschappelijke naam van de soort is voor het eerst geldig gepubliceerd door U. Paukstadt & L. Paukstadt in 2005.